# Hemphill (Texas)
Hemphill település az Amerikai Egyesült Államok Texas államában, Sabine megyében, melynek megyeszékhelye is. Lakosainak száma 1029 fő (2020. április 1.).

## Népesség
A település népességének változása:

| 2010 | 1 198 |
| 2020 | 1 029 |